# Třebešice (Kutná Hora-i járás)
Třebešice település Csehországban, a Kutná Hora-i járásban. Třebešice Církvice, Čáslav, Kutná Hora, Močovice és Kluky településekkel határos. Lakosainak száma 312 fő (2024. január 1.).

## Népesség
A település lakosságának változását az alábbi diagram mutatja:
| Lakosok száma | 610  | 731  | 513  | 374  | 216  | 219  | 275  | 280  | 289  | 312  |
|               | 1869 | 1890 | 1921 | 1950 | 1980 | 2001 | 2017 | 2019 | 2022 | 2024 |